# Wrestle War (jeu vidéo)
Cet article concerne le jeu vidéo. Pour l'évènement de catch, voir WCW Wrestle War.
Wrestle War est un jeu vidéo de catch développé par Sega, sorti en 1989 sur arcade. Il a été adapté sur Mega Drive en 1991.

## Système de jeu
Le joueur dirige Bruce Blade de à travers une série de combats afin de conquérir la Ceinture du championnat Sega Wrestling Alliance. Pour cela il devra affronter:
- Mohawk Kid
- Sledge Hammer
- Mr. J
- Don Dambuster
- Mad Dog
- Titan Morgan
- Buckskin Rogers
- Grand Kong